# Бутова гора
Бу́това гора́ — геологічна пам'ятка природи місцевого значення. Розташована в Шишацькому районі Полтавської області, між смт Шишаки та селом Яреськи.
Площа 5 га. Статус з 1967 року. Перебуває у віданні ДП «Миргородський лісгосп».

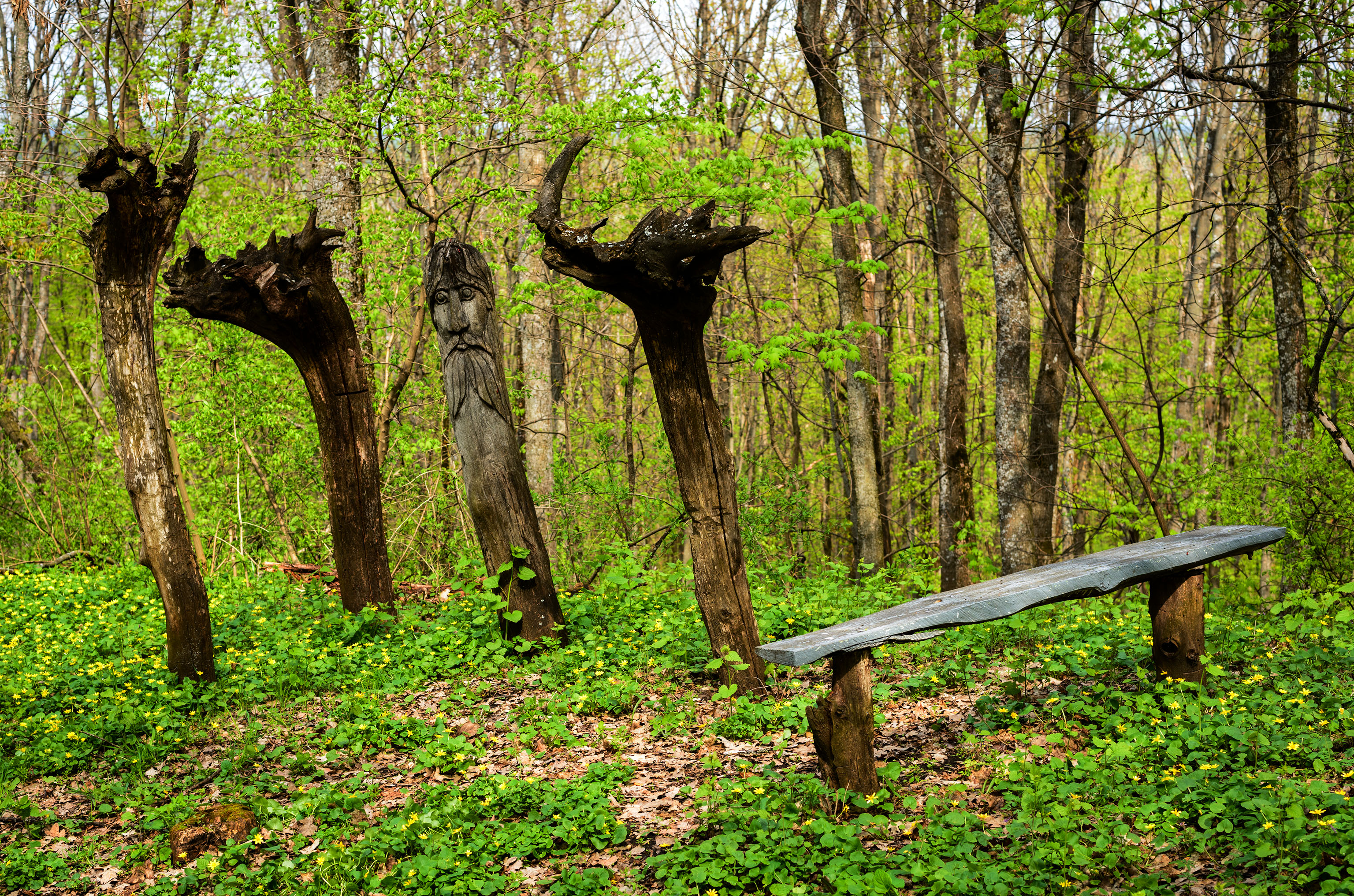
Охоронці гори

Статус надано для збереження мальовничого залісненого схилу пагорба, що на лівобережжі річки Псел. Є відслонення відкладів неогену й антропогену. Територія частково впорядкована — облаштовано доріжки, альтанки. Біля підніжжя пагорба розташовано джерело мінеральної води.
На Бутовії горі встановлено пам'ятний знак Володимиру Вернадському та Козакам Яресківської та Шишацької сотні.